# Shoxx
Shoxx (estilizado como SHOXX) foi uma revista japonesa de música publicada mensalmente pela Ongakusenkasha fundada por Seiichi Hoshiko. Seu foco era a cena visual kei do Japão, apresentando suas bandas mais populares e também novas. O slogan da revista, "Visual & Hard Shock Magazine" foi escolhido por Seiichi influenciado pelos pioneiros do visual kei X Japan, tirado de seu álbum Blue Blood, além dele também ter criado o próprio termo Visual Kei.
Diversos artistas apareciam na capa todo mês, junto com um artigo de 20 páginas que os apresentava por meio de perfis e entrevistas detalhadas, além de um pôster da estrela da capa. Bandas e artistas regularmente apresentados incluíam X Japan, hide, Miyavi, Mucc, Nightmare, The Gazette, Sid, Kagrra, Alice Nine, LM.C, entre outros.
Após dez anos como editor-chefe, Seiichi Hoshiko deixou a Shoxx e fundou outra compania.
Em setembro de 2016, foi anunciado que Ongakusenkasha, a publicadora responsável pela pela revista havia entrado com o pedido de falência. A edição final, 285, apresentou a banda SuG. Posteriormente, Shoxx lançou apenas mais uma edição especial em 14 fevereiro de 2017, que apresentava o Nightmare na capa e Plastic Tree na contracapa.